# Ельза Вюртемберзька
Ельза Матильда Марія Вюртемберзька (нім. Elsa Mathilde Marie von Württemberg, 1 березня 1876 — 27 травня 1936) — представниця Вюртемберзького дому, донька герцога Вюртемберзького Ойгена та російської великої княжни Віри Костянтинівни, дружина принца Шаумбург-Ліппського Альбрехта.

## Біографія
Народилася разом із молодшою сестрою-близнючкою Ольгою 1 березня 1876 року у Штутгарті в родині герцога Вюртемберзького Ойгена та його дружини Віри Костянтинівни Романової. Старший брат дівчаток, Карл Ойген, помер немовлям, коли матір очікувала на їхню появу. Мешкало сімейство у великому будинку в центрі Штутгарта. Батька, який служив у армії, у грудні 1876 року перевели до Дюссельдорфу, а вже наступного місяця він раптово помер, за офіційною версією, впавши з коня, а за думкою багатьох — через загибель на дуелі. Матір заміж більше не виходила. Пропозицію повернутися до Росії вона відхилила, вирішивши залишитися на новій батьківщині. Багато займалася благодійністю.
28 січня 1895 року вийшов циркуляр британського двору, який повідомляв про заручини Ельзи із онуком королеви Вікторії, Альфредом Саксен-Кобург-Готським. Втім, шлюб не відбувся.
У 1896 році разом із матір'ю та сестрою відвідала коронацію імператора Миколи II у Москві.
У 21 роки взяла шлюб із 27-річним принцом Шаумбург-Ліппе Альбрехтом. Весілля пройшло 6 травня 1897 у Штутгарті. Наступного року її сестра взяла шлюб із молодшим братом Альбрехта. Ельза на той час вже народила первістка. Всього у пари з'явилося четверо дітей.
Всі вони народилися у Вельсі, розташованому в Австрії. У 1923 році Альбрехт придбав для родини замок Пфаффштетт.
Померла у 60-річному віці 27 травня 1936 року в австрійському Пфаффштетті. Похована на місцевому цвинтарі.

## Нагороди
- Орден святої Катерини 1 ступеня (Російська імперія) (23 травня 1896).

## Родина
Чоловік — Альбрехт Шаумбург-Ліппський
Діти:
- Макс (1898—1974) — гонщик, був одружений з Хельгою Лі Родербург, дітей не мав;
- Франц Йозеф (1899—1963) — був одружений з Марією Терезією Пешель, дітей не мав;
- Александр (1901—1923) — одруженим не був, дітей не мав;
- Батільда (1903—1983) — дружина титулярного князя Шаумбург-Ліппе Вольрада, мала четверо дітей.